# Japanische Kirschblüte

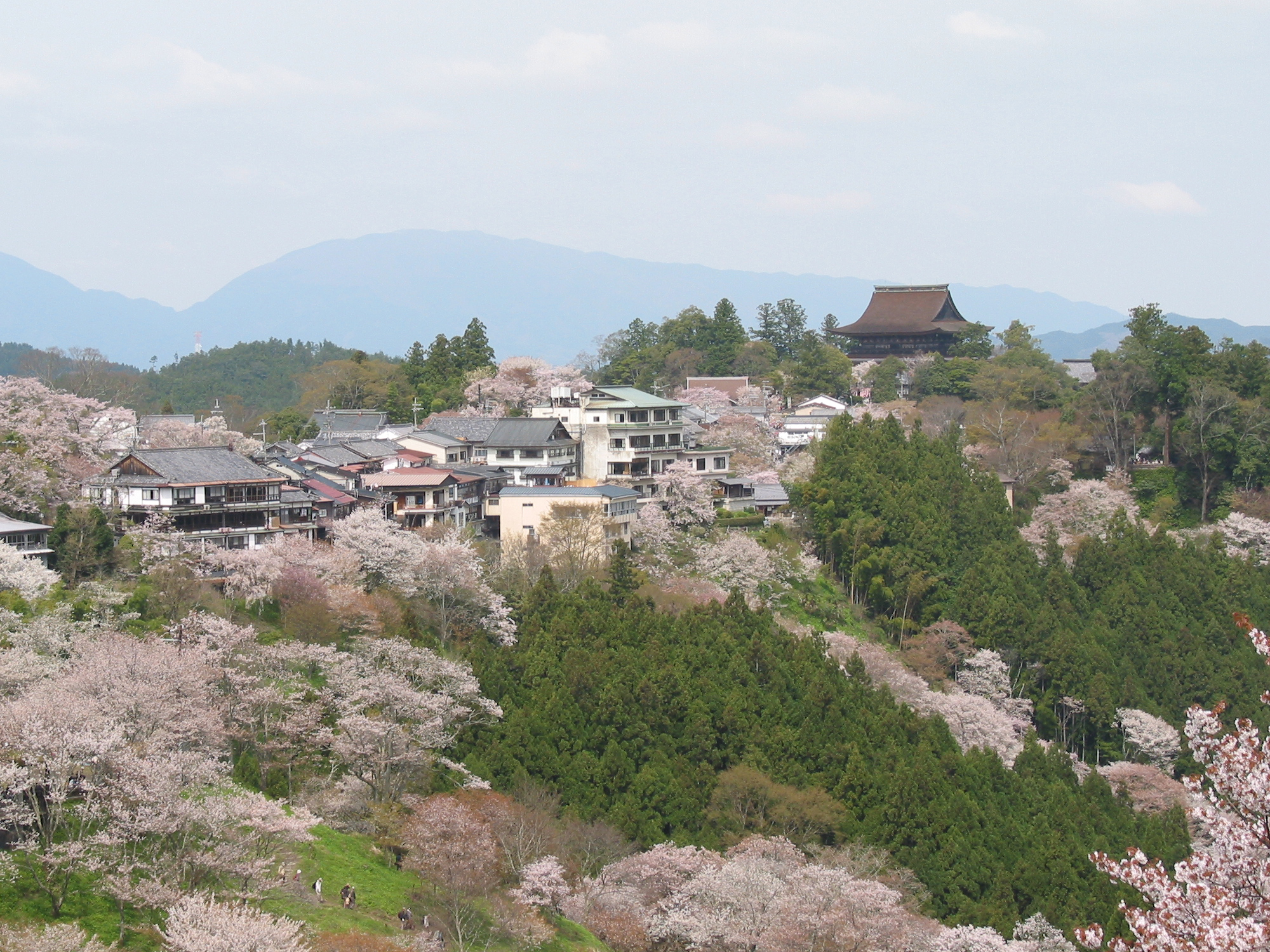
Kirschblüte in Yoshinoyama

Die japanische Kirschblüte (jap. サクラ bzw. 桜 sakura) ist eines der wichtigsten Symbole der japanischen Kultur. Sie steht für Schönheit, Aufbruch und Vergänglichkeit (mono no aware). Die Zeit der Kirschblüte markiert einen Höhepunkt im japanischen Kalender und den Anfang des Frühlings.

## Beschreibung

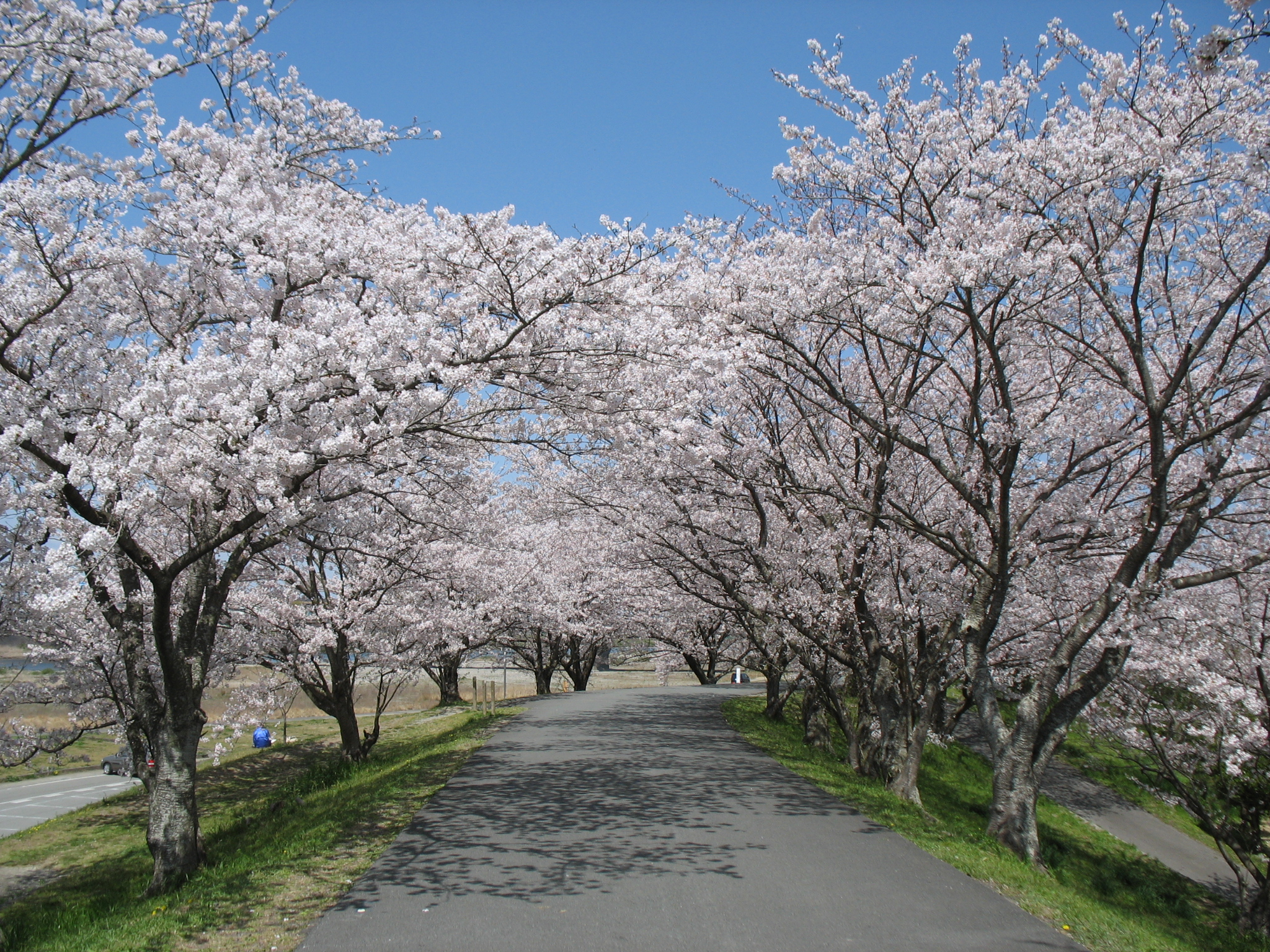
Blühende Kirschbäume am Fluss Miya in Ise

Normalerweise bezieht man sich auf die Blüten des Yoshino-Kirschbaums ( Prunus × yedoensis, japanisch 染井吉野) und anderer in Japan heimischer Kirscharten. Die Kirschblüte ist auch die offizielle Pflanze von Tokio.
Die Kirschblüte beginnt in Japan Mitte oder Ende März in Kyūshū und „wandert“ dann nach Nordosten, bis sie etwa Anfang Mai in Hokkaidō ankommt. Während dieser Zeit wird im Rahmen der Wettervorhersage auch die „Kirschblütenfront“ (桜前線 sakura zensen) angekündigt. Der Frühling taucht Japan in ein rosa-weißes Meer von Kirschblüten (fast die Hälfte aller Laubbäume in japanischen Städten sind Kirschbäume), weswegen die Zeit der Kirschblüte auch eine bevorzugte Urlaubs- und Reisesaison in Japan ist.

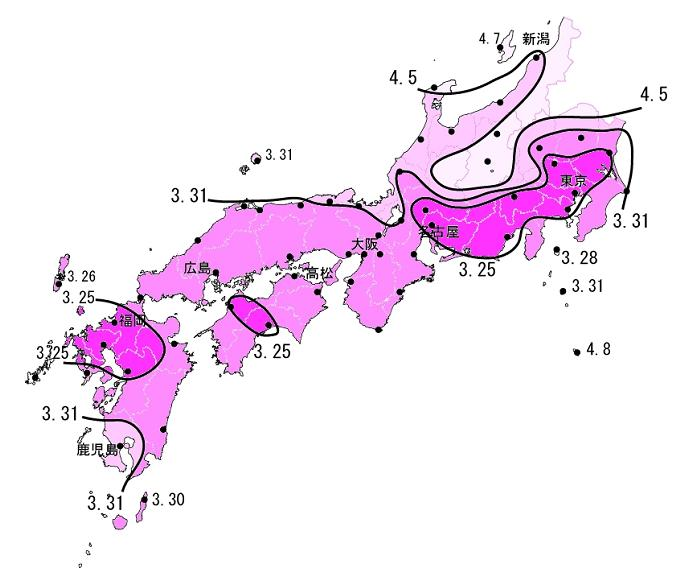
„Kirschblütenfront“ (Sakura Zensen) 2007, veröffentlicht von Japan Meteorological Agency

In den etwa zehn Tagen, in denen die Kirschen in der eigenen Gegend in Blüte stehen, feiern fast alle Bewohner Japans ein Hanami mit Freunden, Kollegen oder Familie in einem Park oder einem anderen dafür ausgezeichneten Ort, was volksfestartigen Charakter annimmt. O-Bentō und oft reichlich Bier oder Sake sowie eine Unterlage (typisch sind große blaue Kunststoffplanen), um auf dem Boden zu sitzen, zählen zu den Utensilien, mit denen man sich bei und unter Kirschbäumen in der Stadt und auf dem Land versammelt. Vor allem unter Kollegen und Studenten ist das abendlich-nächtliche Hanami nach Feierabend beliebt. In manchen Parks werden dafür die nächtlichen Kirschbäume (夜桜 yozakura) angestrahlt.
So wie die Kirschblüte gewissermaßen den warmen Teil des Jahres einläutet, klingt dieser mit der Rotfärbung des Herbstlaubs (紅葉 kōyō) aus.
Die Kirschblüte ist in Japan ein Symbol für die weibliche Schönheit. Oft liest man auch, dass die Kirschblüte für die Samurai ein Symbol der Vergänglichkeit gewesen sei; in diesem Fall liegt aber eine Verwechslung mit dem Tsubaki (Kamelie) vor.
Nach einem Bericht des Nationalen Instituts für Land- und Infrastrukturmanagement aus dem Jahr 2014 wurden in Japan 522.353 Kirschbäume als Straßenbäume gepflanzt. Dies macht den Kirschbaum zur zweithäufigsten Baumart unter den Straßenbäumen.

## Das Sakura-Lied

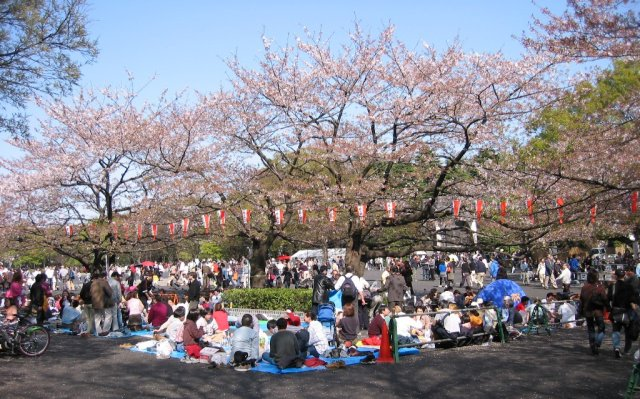
Kirschblütenfest in Ueno (Tokio)

Die Kirschblüte ist seit alters her das Thema unzähliger Gedichte und Lieder und stellt als Hintergrund in Geschichten und Filmen eine bestimmte Stimmung her. Sakura, sakura heißt ein populäres japanisches Volkslied:
| Japanisch | Umschrift | Deutsche Übersetzung |
| --- | --- | --- |
| さくらさくら 桜桜 野山も里も 見わたすかぎり 霞みか雲か 朝日ににおう 桜桜 花盛り 桜桜 やよいの空は 見わたすかぎり 霞みか雲か においぞいずる いざやいざや 見にゆかん | Sakura, sakura sakura sakura noyama mo sato mo miwatasu kagiri kasumi ka kumo ka asahi ni niou sakura sakura hana zakari sakura sakura yayoi no sora wa miwatasu kagiri kasumi ka kumo ka nioi zo izuru izaya izaya mi ni yukan | Sakura (Kirschblüte), sakura Sakura, Sakura, in den Feldern und Hügeln und den Dörfern So weit das Auge reicht. Wie Nebel, wie Wolken. leuchtend in der aufgehenden Sonne, Sakura, Sakura Die Blütezeit Sakura, sakura, der Frühlingshimmel So weit das Auge reicht. Wie Nebel, wie Wolken. Der Duft und die Farben, gehen wir, gehen wir Uns am Anblick erfreuen |

2007 stellte das Amt für kulturelle Angelegenheiten in Zusammenarbeit mit dem Dachverband der Elternvertretungen (日本PTA全国協議会, Nihon PTA Zenkoku Kyōgikai) eine Auswahl von 100 Liedern zusammen, die von Kindern und Eltern gesungen werden. Darin wurde das Sakura, sakura auf Platz 42 aufgenommen.

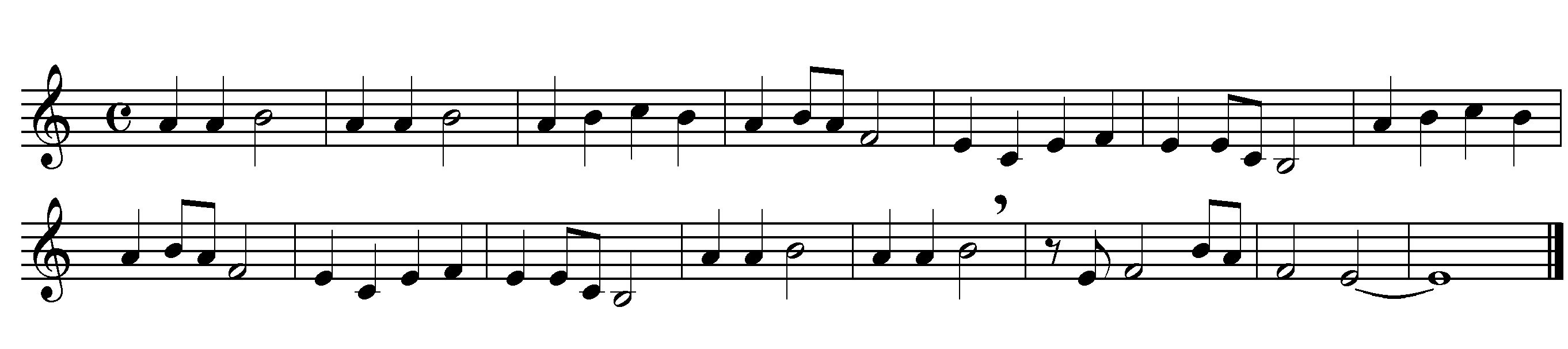

## Tag der Kirschblüte
Im Jahr 1992 erließ die Japan Cherry Blossom Association am 27. März den Tag der Kirschblüte.

## Sonstiges
- Die Spitznamen der japanischen Rugby-Union-Nationalmannschaft Brave Blossoms, Cherry Blossoms und Sakura leiten sich alle von der Kirschblüte ab und die Mannschaft trägt die Kirschblüte im Wappen.